# Karim Köster
Karim Köster (* 26. Mai 1973 in Melle) ist ein deutscher Schauspieler.

## Leben
Köster spielte in seiner Jugend Theater an der Waldbühne Melle. Nach dem Abitur 1993 begann Köster im Folgejahr seine Ausbildung am Hamburger Schauspielstudio Hildburg Frese, die er 1997 mit Diplom abschloss. 1997 spielte er im Hamburger Kellertheater eine Hauptrolle in Verliebte und Verrückte, einer Shakespeare-Collage nach George Tabori. Erste Fernsehrollen bekam er 1995. Zwischen 1996 und 1998 war er in einer festen Rolle in der Serie Die Schule am See zu sehen. Von 1998 bis 2000 war er zudem an der Serie Die Rettungsflieger beteiligt. Weitere Rollen für die verschiedensten Sendeanstalten folgten.
2005 wurde er bekannt durch seine Darstellung des Antagonisten Richard von Brahmberg in der Fernsehserie Verliebt in Berlin.
Nach künstlerischen Fortbildungen in den Sparten Coaching (2004) und Synchron (2019), dem Erwerb einer Radiosendelizenz im Jahr 2015, fortwährenden Aufenthalten in Großbritannien, unterrichtet Köster zudem auch den schauspielerischen Nachwuchs.
Kösters Sprechertätigkeiten beinhalten ebenso die Mitwirkung in Hörspielen, wie auch die Live-Performance bei inszenierten, literarischen Lesungen, deren Auftritte zum Teil mit Künstlerkollegen umgesetzt werden.

## Ehrungen
- „Bester Bösewicht im deutschen TV“, Abstimmung aller VIVA-Sender-Zuschauer
- Deutscher Fernsehpreis 2005 für „Beste tägliche Serie“ mit dem Ensemble von Verliebt in Berlin

## Filmografie
- 1995: Sonntags geöffnet (Fernsehserie, 1 Folge)
- 1995: Sprachlos (Kurzfilm)
- 1996: Dienstvergehen (Int. Schulungsfilm)
- 1996: St. Angela (Fernsehserie, 16 Folgen)
- 1996–1998: Die Schule am See (Fernsehserie, 32 Folgen)
- 1998–2000: Die Rettungsflieger (Fernsehserie, 11 Folgen)
- 1998: Stress – immer und überall (Int. Schulungsfilm)
- 1998: Die Fallers (Fernsehserie, 8 Folgen)
- 1998: Die Cleveren (Fernsehserie, 1 Folge)
- 1999: Für alle Fälle Stefanie (Fernsehserie, 1 Folge)
- 1999: Steckschuss (Kurzfilm)
- 1999: Für die Liebe ist es nie zu spät (Fernsehfilm)
- 1999: Stahlnetz (Fernsehfilm)
- 1999: Zwei Männer am Herd (Fernsehserie, 1 Folge)
- 1999: Am Ende siegt die Liebe (Fernsehfilm)
- 2000: St. Angela (Fernsehserie, 21 Folgen)
- 2003: Großstadtrevier (Fernsehserie, 1 Folge)
- 2001: SOKO 5113 (Fernsehserie, 1 Folge)
- 2002: Küstenwache (Fernsehserie, 1 Folge)
- 2002: Café Melange (Pilotfilm)
- 2003: Liebe auf Türkisch (Kurzfilm)
- 2003: all I need/Matchbox Twenty (Musikvideo)
- 2006: Alarm für Cobra 11 – Die Autobahnpolizei (Fernsehserie, 1 Folge)
- 2006: M.E.T.R.O. – Ein Team auf Leben und Tod (Fernsehserie, 2 Folgen)
- 2005–2006: Verliebt in Berlin (Fernsehserie, 365 Folgen)
- 2006: Verliebt in Berlin – Das Ja-Wort (Fernsehfilm)
- 2008: Hallo Robbie! (Fernsehserie, 1 Folge)
- 2008: Die Trickser (Pilotfilm)
- 2012: Heiter bis wolkig (Pilotfilm)
- 2013: Dahoam is Dahoam (Fernsehserie, 2 Folgen)
- 2017: Traumshorty-Wettbewerb (Kurzfilm)
- 2017: Willkommen Zuhause (Filmbeitrag für Talkshow in Eigenregie)
- 2017: Flesh Wound (Kurzfilm)
- 2018: Pastewka (Fernseh- bzw. Webserie, 1 Folge)
- 2019: Drei kleine Worte - Three little words (Kurzfilm)